# Архангельский (Башкортостан)
Архангельский — упразднённый посёлок в составе городского округа город Уфа Башкортостана. На момент упразднения входил в состав Ново-Черкасского сельсовета Орджоникидзевского района города Уфа. Исключен из учётных данных в 2005 году.

## География
Располагался в верховье оврага Большой, на расстоянии приблизительно в 1,5 км (по прямой) к юго-востоку от села Старые Турбаслы.

## История
Упразднён решением горсовета городского округа Уфа от 17 февраля 2005 года № 11/13-2.

## Население
| 1920 | 1939 | 1959 | 1970 | 1979 | 1989 | 2002 |
| ---- | ---- | ---- | ---- | ---- | ---- | ---- |
| 161  | ↗174 | ↘99  | ↗103 | ↘95  | ↘51  | ↘0   |